# Adolf von Groß

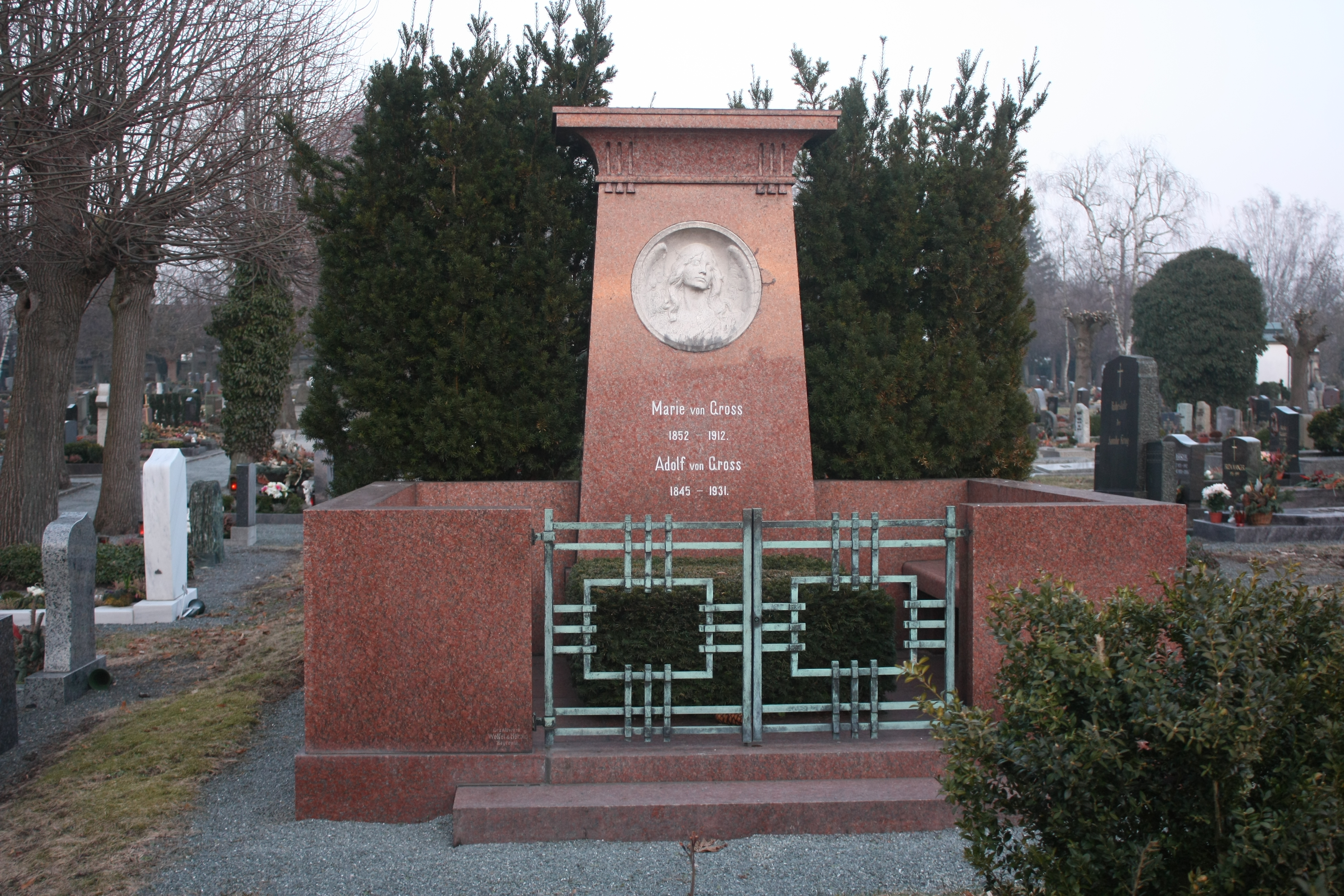
Grabmal Adolf von Groß (Bayreuth-St. Georgen)

Adolf von Groß (* 25. März 1845 in Bamberg; † 5. Juni 1931 in Bayreuth) war ein enger Freund der Familie Richard Wagners, langjähriger Finanzverwalter der Bayreuther Festspiele und Ehrenbürger von Bayreuth.

## Kindheit
Adolf von Groß wurde in Bamberg geboren, wo seine Familie ein ehemaliges Kloster besaß, das sein Großvater Johann Benedikt Groß angekauft hatte und wo er in seiner Jugend lebte. Sein Vater war der Tabakfabrikant und Bamberger Magistratsrat Rudolph Groß (1802–1864); seine Mutter Henriette, geb. Günther (1813–1891), entstammte einer Kaufmannsfamilie aus Marktbreit.

## Karrierebeginn
Adolf von Groß verließ Bamberg, um zunächst in Hamburg als Bankier tätig zu werden. Seine nächste Karrierestation war Marseille, wo er sich bald eine außerordentliche Stellung verschaffte. Bereits im frühen Alter von 21 Jahren erhielt er in einer der wichtigsten Bankfirmen in Marseille Prokura und damit eine für sein Alter ungewöhnlich bedeutsame Stellung.

## Einstieg in Bayreuth
Nach dem Beginn des Deutsch-Französischen Kriegs 1870 war er gezwungen, nach Deutschland heimzukehren. Von den beiden Möglichkeiten, wieder nach Hamburg zu gehen oder einer Einladung nach Bayreuth nachzukommen, entschied er sich für letztere und trat in das Bayreuther Bankhaus von Friedrich Feustel ein. Schnell erlangte er das uneingeschränkte Vertrauen seines Chefs. Am 19. Juni 1872 führte er Feustels Tochter Henriette Marie in eine glückliche, wenn auch am Ende kinderlose Ehe.

## Beziehungen zu Richard Wagner
Der Kontakt zur Familie Wagner entstand über den Schwiegervater von Adolf von Groß, den Bankier Friedrich Feustel. Sowohl Adolf von Groß als auch sein Schwiegervater waren begeisterte Verehrer von Richard Wagner. Zuerst unterstützte das Bankhaus Feustel Richard Wagner nur finanziell, bald aber wurde von Groß nicht nur dessen Vertrauter in finanziellen, sondern auch in häuslichen und familiären Angelegenheiten. Bereits 1882 war er es, der die Existenz der Bayreuther Festspiele sicherte. Im Winter 1882/1883 reiste er zweimal nach Venedig und brachte von dort mit der letzten amtlichen Unterschrift Richard Wagners die Urkunde zurück, welche die Festspiele für 1883 bestimmte und die nach dem Tod von Richard Wagner im Februar desselben Jahres die Rettung für die Fortführung der Festspiele bedeuten sollte.

## Rettung der Bayreuther Festspiele
Nach dem Tod Richard Wagners im Jahre 1883 übernahm dessen Witwe, Cosima Wagner, die Leitung der Festspiele auf Anregung von Hans von Wolzogen. Hierbei stand ihr Adolf Groß in allen finanziellen und administrativen Fragen zur Seite; er war zudem von dem Komponisten zum Vormund seiner Kinder bestimmt worden. Er opferte viel Leistung und Geld und trug selbstlos die ganze Last sowohl in den ersten schweren Jahren  als auch in den späteren besseren Zeiten und die schwierigen und vielseitigen geschäftlichen Aufgaben des gesamten Festspielunternehmens ganz alleine. Er führte die Bayreuther Festspiele zu außergewöhnlichen Erfolgen. Nach dem Tod von Ludwig II. reiste er nach München, um die vom König zugesicherten Geldmittel für die Festspiele zu retten. Es gab Schwierigkeiten, weil der Minister von Crailsheim seine Forderung ablehnte, mit der Begründung, dass der König geisteskrank gewesen sei und somit seine brieflichen Äußerungen wie seine ganzen Handlungen keine Gültigkeit hätten. Adolf von Groß antwortete kühl: „Der Brief ist zwei Jahre vor der Ernennung des Ministers von Crailsheim geschrieben. Wird also dieser Brief als das Werk eines Geisteskranken betrachtet, dann sei auch die Ernennung des Freiherrn von Crailsheim zum Minister hinfällig“. Nach etlichen Verhandlungen konnte von Groß doch noch die Geldmittel für die Festspiele sichern.
In den 1920er Jahren gelang es von Groß allerdings nicht, die Festspiele vor den Folgen der Inflation zu schützen. Es kam zum Zerwürfnis mit dem damaligen Festspielleiter Siegfried Wagner, sodass Groß aus der Leitung der Festspiele ausschied.

## Ehrung und Lebensende
Für seine Verdienste um den Erhalt der Festspielidee erhielt von Groß im Jahre 1901 den Ehrenbürgerbrief der Stadt Bayreuth. Der Wagner-Biograph Carl Friedrich Glasenapp nannte ihn den „Bismarck von Bayreuth“.
Groß starb am 5. Juni 1931 in Bayreuth nach einem Leben, das ganz von der Freundschaft mit Richard Wagner erfüllt gewesen war. Nach seinem Tod wurde im Bayreuther Stadtteil Gartenstadt am Fuß des Grünen Hügels eine Straße nach ihm benannt. Sie trug zunächst den Namen Großstraße und hieß ab 1935 Adolf-von-Groß-Straße.